# Vy Vincent Ngo
Vy Vincent Ngo hay Vincent Ngo (sinh năm 1966 tại Việt Nam) là một biên kịch điện ảnh người Mỹ gốc Việt. Anh là tác giả kịch bản gốc của bộ phim bom tấn Siêu nhân cái bang (Hancock, 2008).

## Tiểu sử
Vy Vincent Ngo sinh năm 1966 tại Việt Nam, anh bắt đầu chuyển sang sống tại Hoa Kỳ từ năm 4 tuổi và định cư tại đó từ năm 1975. Anh tốt nghiệp cử nhân văn chương tại Đại học California tại Irvine (UC Irvine) và thạc sĩ nghệ thuật tại Đại học California tại Los Angeles (UCLA).
Năm 1996 Vincent Ngo bắt đầu có ý tưởng kịch bản về một nhân vật "phản anh hùng" khác hẳn với các hình mẫu siêu anh hùng thường thấy trên màn ảnh Hollywood. Từ ý tưởng ban đầu, anh hoàn thành kịch bản Tonight, He Comes chỉ một năm sau đó. Phải trải qua gần 10 năm, sau khi đã qua tay nhiều đạo diễn tên tuổi như Tony Scott, Michael Mann, kịch bản của Vincent Ngo mới được nhà sản xuất Akiva Goldsman mua lại để chuyển thành một phim bom tấn. Giúp sửa kịch bản cho Vincent Ngo là hai biên kịch nổi tiếng hơn Vince Gilligan và John August. Tonight, He Comes bắt đầu được quay từ tháng 7 năm 2007 với kinh phí 80 triệu USD và do Peter Berg đạo diễn. Trước khi phim bắt đầu được quay thì tựa đề của nó được đổi thành John Hancock, và cuối cùng là Hancock.
Bên cạnh Tonight, He Comes, Vincent Ngo còn tham gia viết kịch bản cho một số phim truyền hình như Fearless (2004) hay một tập (Ménage à Trois) của loạt phim The Hunger (1997). Vincent Ngo cũng từng hợp tác viết kịch bản cho hai phim quảng cáo ngắn của hãng ô tô BMW đó là Beat the Devil (2002, đạo diễn Tony Scott) và Hostage (2002, đạo diễn Ngô Vũ Sâm).
Ở ngoài đời Vincent Ngo được bạn bè và đồng nghiệp đánh giá là một người trầm lặng, anh thường cố gắng tránh các cuộc phỏng vấn của báo chí, kể cả của các báo lớn như The New York Times. Vincent Ngo hay tham gia giúp các nhà sản xuất sửa chữa kịch bản phim vì vậy anh còn được đồng nghiệp gọi là "bác sĩ kịch bản", anh đã từng tham gia sửa chữa một số kịch bản phim của các đạo diễn người Mỹ gốc Việt như Dòng máu anh hùng hay Lửa phật.